# Pterosturisoma
Pterosturisoma is een monotypisch geslacht van straalvinnige vissen uit de familie van de harnasmeervallen (Loricariidae).

## Soort
- Pterosturisoma microps (Eigenmann & Allen, 1942)